# Arctostaphylos morroensis
Espèce
Classification phylogénétique
Arctostaphylos morroensis est une espèce de plantes à fleurs de la famille des Ericaceae. C'est un arbuste endémique de Californie.

## Description
Arctostaphylos morroensis est un arbuste étalé, atteignant jusqu'à 4 mètres de hauteur mais restant généralement plus large que haut. Il a une écorce rouge-gris déchiquetée et des poils durs sur les petites branches et les rameaux. Les feuilles sont de forme ovale et légèrement convexes, vert foncé sur la face supérieure et gris-vert plus terne en dessous. De nombreuses fleurs pendent en grappes denses sur des pédicelles courts pendant les mois d'hiver. Ils sont généralement rose très clair, en forme d'urne et poilus à l'intérieur. Les fruits sont des drupes rouges floues d'environ un centimètre de large chacune.

## Répartition
Arctostaphylos morroensis est endémique de Morro Bay, dans le comté de San Luis Obispo, en Californie. Il y a 18 occurrences de la plante et elle est abondante dans certaines zones locales. Il est limité à un type spécifique de substrat connu sous le nom de "sables fins de Baywood", un type de sol sablonneux originaire du Pléistocène sous forme de dunes de sable soufflées par le vent. La plante se trouve sur moins de 900 acres de broussailles de sauge côtières et de chaparral, formant parfois des peuplements monotypiques sur les coteaux.
Les deux tiers de son habitat appartiennent à des intérêts privés, une partie de son développement est prévue et ses besoins en matière d'habitat sont étroits ; ces problèmes et d'autres conduisent à l'inscription de la plante comme espèce menacée en 1994. Certaines plantes sont protégées dans le parc d'État de Montaña de Oro.

## Usage
Arctostaphylos morroensis est cultivé comme plante ornementale d'aménagement paysager pour les jardins de plantes indigènes de Californie, tolérants à la sécheresse et d'habitats naturels.